# Batman (Manga)
Batman (japanisch バットマン, Battoman) ist eine Manga-Adaption der von Bob Kane geschaffenen Superheldenfigur Batman. Die Serie von Jiro Kuwata erschien 1966 bis 1967 in Japan und wurde nach 2000 auf Englisch als Bat-Manga! herausgegeben.

## Handlung
Dieser Manga basiert auf der ABC-Batman-Fernsehserie mit Adam West und Burt Ward in den Hauptrollen. Wie dort werden Batman und Robin mit einem speziellen Telefon verständigt, wenn die Polizei ihre Hilfe benötigt.
Kuwata setzt neben den beiden fast ausschließlich selbst erfundene Charaktere ein. So hat Chief Gordon, der hier offenbar die Geheimidentitäten der Helden kennt, nur wenige Auftritte, ebenso wie Butler Alfred und Reporterin Vicky Vale. Clayface taucht im zweiten Band auf, hat hier aber eine neue Identität.

## Aufbau
Einige Seiten sind farbig, andere schwarz-weiß. Jede Geschichte besteht – wie die Fernsehserie – aus mehreren Teilen, wobei am Anfang jeden Teils eine kurze Zusammenfassung des letzten Kapitels angegeben ist. Die Panels von Bat-Manga!: The Secret History of Batman in Japan wurden auf jeder Seite nummeriert, um westlichen Batman-Lesern die Leseweise zu erleichtern.

## Veröffentlichung
Begründet durch den Erfolg der Batman Fernsehserie erschienen ab April 1966 eigens produzierte Episoden des Batman-Manga im Magazin Shōnen King bei Shōnen Gahōsha. Bereits nach 53 Kapiteln wurde die Veröffentlichung der Manga-Adaption im Mai 1967 wieder eingestellt. Zunächst erschien weder ein japanischer Sammelband, noch eine englische Übersetzung. Eine von Chip Kidd gestaltete Sammelausgabe des Mangas mit weiterem Zusatzmaterial wurde 2008 in den USA von Pantheon Books herausgegeben. Bis zur Wiederentdeckung durch die Gesamtausgabe, die weniger als die Hälfte von Kuwatas Bat-Manga! Geschichten zusammenträgt, wusste nicht einmal mehr der Rechteinhaber DC Comics um die Existenz der japanischen Adaption. Zwischen 2014 und 2016 veröffentlichte DC Comics eine vollständige Zusammenstellung der Geschichten in drei Bänden.
- Bat-Manga!: The Secret History of Batman in Japan. Pantheon Books, 2008, 352 Seiten, Trade Paperback, ISBN 978-0-375-71484-9.
- Bat-Manga!: The Secret History of Batman in Japan. Pantheon Books, 2008, 384 Seiten, Hardcover, ISBN 978-0-375-42545-5.
- Batman: The Jiro Kuwata Batmanga – Book 1. DC Comics, 2014, 352 Seiten, Softcover, ISBN 978-1-401-25277-9.
- Batman: The Jiro Kuwata Batmanga – Book 2. DC Comics, 2015, 328 Seiten, Softcover, ISBN 978-1-401-25552-7.
- Batman: The Jiro Kuwata Batmanga – Book 3. DC Comics, 2016, 336 Seiten, Softcover, ISBN 978-1-401-25756-9.